# دل تاریکی (فیلم ۱۹۹۳)
دل تاریکی (انگلیسی: Heart of Darkness) فیلمی به کارگردانی نیکلاس روگ است که در سال ۱۹۹۴ منتشر شد.